# 繼祿
继禄（？—？），滿族，字子受、子寿，隶正黄旗汉军。清朝末年政治人物。宣统三年（1911年）慶親王内閣时被任命为弼德院顾问大臣（兼總管內務府大臣）。

## 生平
他曾歷任如下職務：
- 銀庫郎中（光緒年間）[2]
- 奉宸苑卿（光緒？年-光緒25年）[3]
- 總管內務府大臣（光緒25年-宣統3年）[3]
- 正白旗漢軍副都統（光緒26年-光緒28年）[4]
- 工部左侍郎（光緒26年-光緒28年）[5]
- 尚書銜（光緒27年-？）[6]
- 吏部右侍郎(署)（光緒28年）[7]
- 吏部右侍郎（光緒28年-光緒31年）[8]
- 正紅旗滿洲副都統（光緒28年-光緒？年）[9]
- 正白旗滿洲副都統（光緒28年-光緒？年）[10]
- 對引大臣(吏部右侍郎兼署)（光緒28年-光緒？年）[11]
- 管理圓明園八旗官兵並鳥槍營事務（光緒28年-光緒？年）[12]
- 正紅旗蒙古都統（光緒29年-宣統3年）[13]
- 吏部左侍郎（光緒31年-光緒32年）[14]
- 弼德院顧問大臣	（宣統3年）[15]

家住什刹海地区的德胜门内大街265号，俗称“继家大院”（前由步军统领、尚书宗室存誠居住，俗称“都督府”）。